# Elon Gold
Elon Gold (* 14. September 1970 in der Bronx, New York City) ist ein US-amerikanischer Schauspieler, Comedian, Drehbuchautor und Produzent.

## Leben
Gold besuchte die Westchester Day School in Mamaroneck und die Marsha Stern Talmudical Academy/Yeshiva University High School for Boys in New York. Noch vor einem Studium an der Boston University begann er eine Karriere als Stand-up-Komiker, wobei er sich auf das imitieren bekannter Persönlichkeiten wie Charles Grodin und Howard Stern konzentrierte. Dies brachte ihm unter anderem einen Auftritt in der Howard Stern Show ein. In der MTV-Comedysendung Half-Hour Comedy Hour hatte er an der Seite von Chris Rock, Ray Romano und Drew Carey einen ersten größeren Auftritt.
Nachdem er sein Studium der Wirtschaftswissenschaften cum laude abgeschlossen hatte, setzte er seine Karriere als Komiker fort und trat unter anderem auf dem Internationalen Comedy Festival Juste pour rire in Montreal auf.
Im Jahr 1994 hatte er in der kurzlebigen Sketch-Sendung She TV seinen ersten Fernsehauftritt. Die Serie wurde zwar vom Time Magazine als eine der besten Shows des Jahres bezeichnet und für einen Emmy nominiert, aber bereits nach 8 Episoden abgesetzt.
Größeren Erfolg hatte er 1996 mit der Dana Carvey Show, bei der er zur Stammbesetzung zählte.
Im Jahr 2000 schrieb er zusammen mit seinem langjährigen Freund und Kollaborateur Ari Schiffer das Drehbuch zu Good as Gold, einer Pilotfolge mit Mary Tyler Moore, die aber nicht als Serie fortgesetzt wurde.
Sein Stand-up-Programm arbeitete er zu einer Fernsehserie aus, die von 2002 bis 2003 unter dem Titel Meine Frau, ihr Vater und ich ausgestrahlt wurde und bei der er auch als Produzent tätig war. Die Handlung basierte auf seinen Erfahrungen, mit seinen Schwiegereltern unter einem Dach zu leben, nahm aber auch Anleihen an der erfolgreichen Filmkomödie Meine Braut, ihr Vater und ich.
Als Schauspieler trat Elon Gold nur mit kleineren Auftritten in Film und Fernsehen in Erscheinung, so spielte er den zweiten Kameramann in der Komödie Im Dutzend billiger und hatte Gastauftritte in den Serien Chappelle's Show und Frasier. Größere Bekanntheit erlangte er aber durch seine Hauptrolle in der Comedy Central-Serie Stacked, wo er an der Seite von Pamela Anderson auftrat.
Seine Fähigkeiten als Imitator nutze er 2007 bei einem Auftritt der Reality-Show The Next Best Thing.
Elon Gold ist der ältere Bruder des RnB-Sängers Ari Gold und der jüngere Bruder von Steven Gold, dem Keyboarder der Popgruppe The Fountains of Wayne. Er lebt mit seiner Frau und seinem Sohn in New York und Los Angeles.

## Filmografie (Auswahl)
Schauspieler
- 1996: Ned & Stacey – The End? (Ned and Stacey)
- 1996: The Dana Carvey Show (5 Folgen)
- 1998: Origin of the Species
- 1998: Restaurant
- 1999: Dirt Merchant: Alternative Investigator
- 2000: Good as Gold
- 2000: Mary und Rhoda (Mary and Rhoda)
- 2002–2003: Meine Frau, ihr Vater und ich (In-Laws) (15 Folgen)
- 2003: Im Dutzend billiger (Cheaper by the Dozen)
- 2005–2006: Pamela Anderson in: Stacked (Stacked) (19 Folgen)
- 2009: The Mentalist (Folge 1x14)
- 2010–2011: Bones – Die Knochenjägerin

Drehbuchautor
- 2000: Good as Gold
- 2004: The Latest Show with Elon Gold

Produzent
- 2000: Good as Gold
- 2002: Meine Frau, ihr Vater und ich (In-Laws)